# Oberdorf-Spachbach
Pour les articles homonymes, voir Oberdorf.
Oberdorf-Spachbach est une commune française située dans la circonscription administrative du Bas-Rhin et, depuis le 1er janvier 2021, dans le territoire de la Collectivité européenne d'Alsace, en région Grand Est.
Cette commune se trouve dans la région historique et culturelle d'Alsace.

## Géographie

### Localisation
La commune est à 2,8 km de Woerth, 3,5 de Goersdorf et Dieffenbach-lès-Woerth, 7,3 de Gunstett.
Le territoire de la commune est limitrophe de ceux de quatre communes :
|       | Gœrsdorf           |                       |
| Wœrth | Oberdorf-Spachbach | Dieffenbach-lès-Wœrth |
|       | Gunstett           |                       |

### Géologie et relief
La commune se compose de 33,11 hectares de territoires artificialisés (14,03 %), 157,02 hectares de territoires agricoles (66,53 %) et 45,50 hectares de forêts et milieux semi-naturels (19,28 %).
Formations géologiques du territoire communal présentes à l'affleurement ou en subsurface.

### Hydrographie et les eaux souterraines
Hydrogéologie et climatologie : Système d’information pour la gestion des eaux souterraines du bassin Rhin-Meuse :
Territoire communal : Occupation du sol (Corinne Land Cover); Cours d'eau (BD Carthage),
Géologie : Carte géologique; Coupes géologiques et techniques,
 Hydrogéologie : Masses d'eau souterraine; BD Lisa; Cartes piézométriques.
La commune est dans le bassin versant du Rhin au sein du bassin Rhin-Meuse. Elle est drainée par la Sauer et le ruisseau le Kindersloch,,.
La Sauer, d'une longueur de 64 km, prend sa source dans la commune de Lembach et se jette  dans le Rhin en rive gauche à Munchhausen, après avoir traversé 19 communes. 

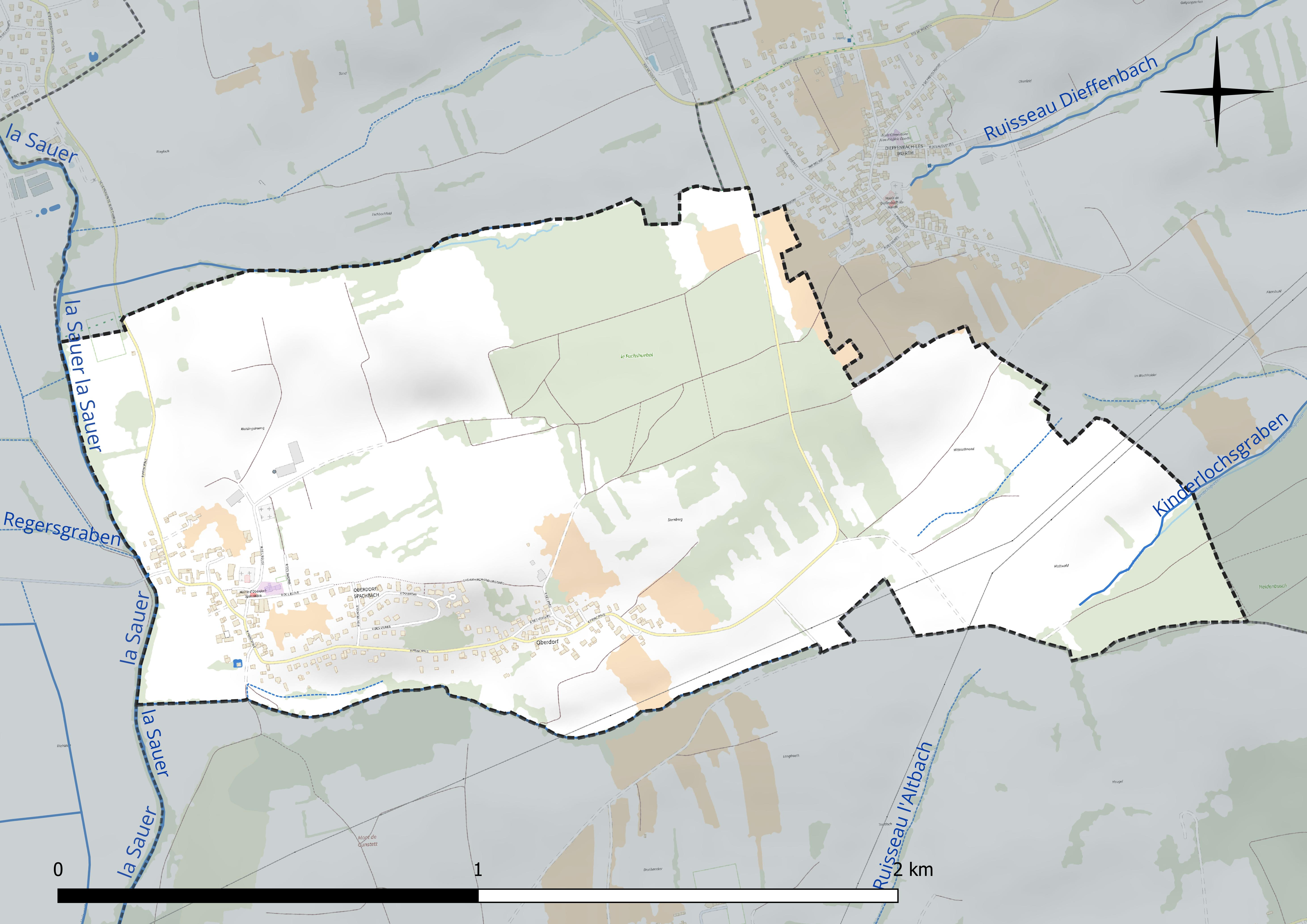
Réseau hydrographique d'Oberdorf-Spachbach.

### Climat
Pour des articles plus généraux, voir Climat du Grand Est et Climat du Bas-Rhin.
En 2010, le climat de la commune est de type climat des marges montargnardes, selon une étude du Centre national de la recherche scientifique s'appuyant sur une série de données couvrant la période 1971-2000. En 2020, Météo-France publie une typologie des climats de la France métropolitaine dans laquelle la commune est exposée à un climat semi-continental et est dans la région climatique  Vosges, caractérisée par une pluviométrie très élevée (1 500 à 2 000 mm/an) en toutes saisons et un hiver rude (moins de 1 °C). 
Pour la période 1971-2000, la température annuelle moyenne est de 10,6 °C, avec une amplitude thermique annuelle de 17,7 °C. Le cumul annuel moyen de précipitations est de 838 mm, avec 11 jours de précipitations en janvier et 10,4 jours en juillet. Pour la période 1991-2020, la température moyenne annuelle observée sur la station météorologique de Météo-France la plus proche, « Preuschdorf », sur la commune de Preuschdorf à 4 km à vol d'oiseau, est de 11,3 °C et le cumul annuel moyen de précipitations est de 834,2 mm. 
La température maximale relevée sur cette station est de 39,8 °C, atteinte le 4 juillet 2015 ; la température minimale est de −19,9 °C, atteinte le 8 janvier 1985,,. 
Les paramètres climatiques de la commune ont été estimés pour le milieu du siècle (2041-2070) selon différents scénarios d'émission de gaz à effet de serre à partir des nouvelles projections climatiques de référence DRIAS-2020. Ils sont consultables sur un site dédié publié par Météo-France en novembre 2022.

## Urbanisme

### Typologie
Au 1er janvier 2024, Oberdorf-Spachbach est catégorisée commune rurale à habitat dispersé, selon la nouvelle grille communale de densité à sept niveaux définie par l'Insee en 2022.
Elle est située hors unité urbaine et hors attraction des villes,.

### Occupation des sols
L'occupation des sols de la commune, telle qu'elle ressort de la base de données européenne d’occupation biophysique des sols Corine Land Cover (CLC), est marquée par l'importance des territoires agricoles (66,5 % en 2018), une proportion identique à celle de 1990 (66,5 %). La répartition détaillée en 2018 est la suivante : 
terres arables (45,1 %), cultures permanentes (20,9 %), forêts (19,2 %), zones urbanisées (14,3 %), prairies (0,5 %). L'évolution de l’occupation des sols de la commune et de ses infrastructures peut être observée sur les différentes représentations cartographiques du territoire : la carte de Cassini (XVIIIe siècle), la carte d'état-major (1820-1866) et les cartes ou photos aériennes de l'IGN pour la période actuelle (1950 à aujourd'hui).

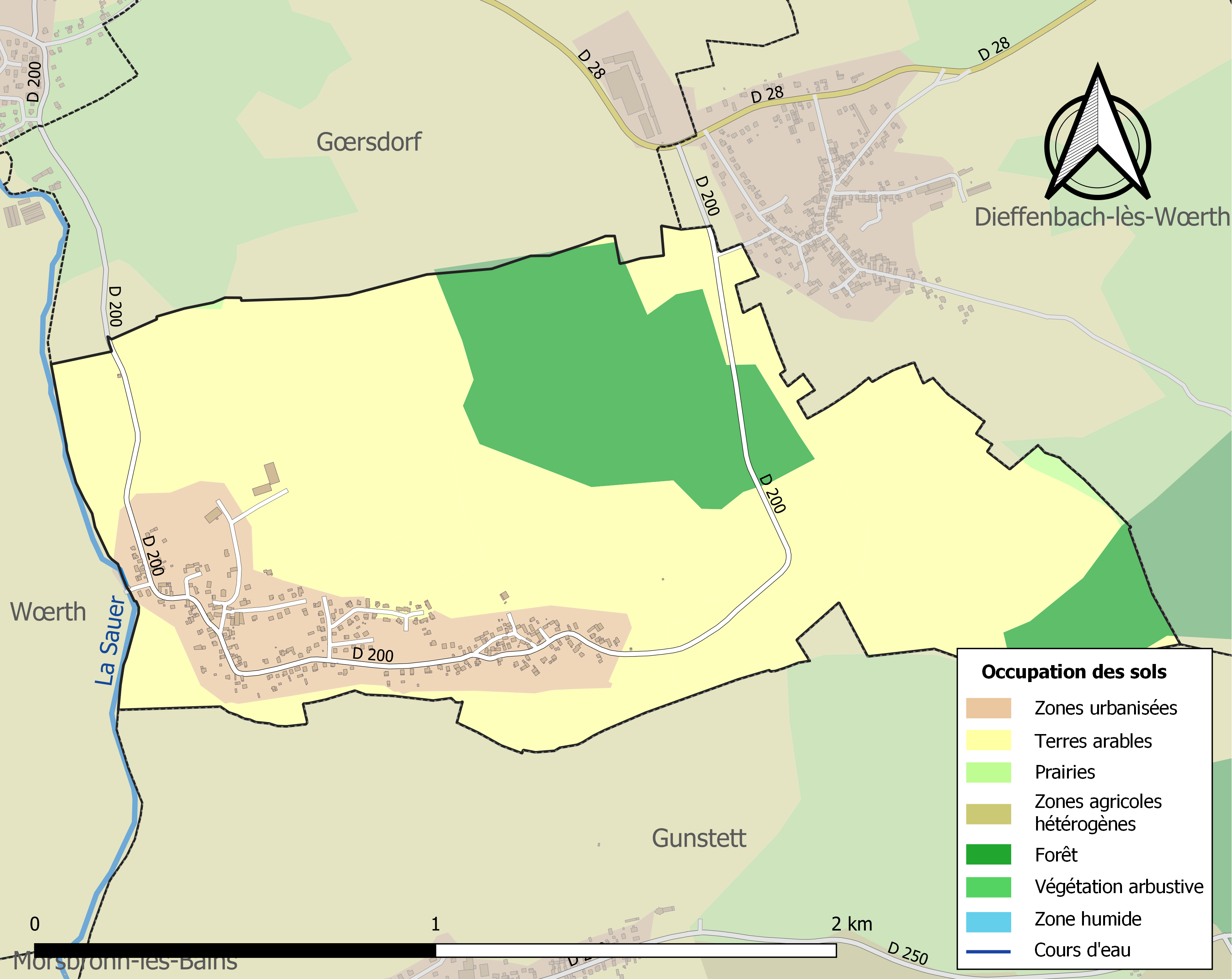
Carte des infrastructures et de l'occupation des sols de la commune en 2018 (CLC).

### Voies de communications et transports

#### Voies routières
- D 200 vers Goersdorf, Mitschdorf, Woerth[18].

#### Transports en commun

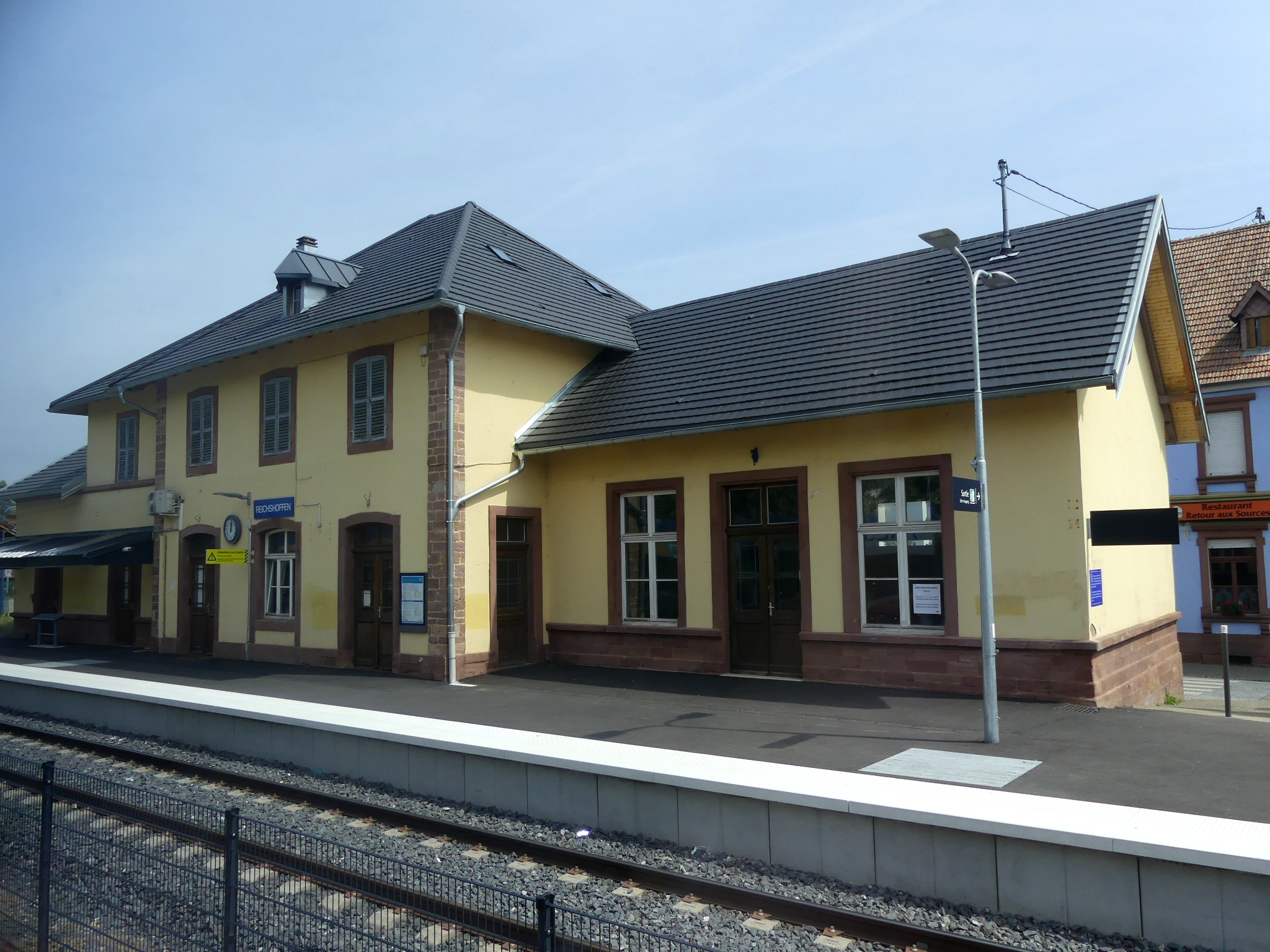
Gare de Reichshoffen.

- Transports en Alsace.
- Fluo Grand Est.

##### SNCF
- Gare de Hoelschloch,
- Gare de Walbourg,
- Gare de Reichshoffen,
- Gare de Gundershoffen,
- Gare de Mertzwiller.

### Risques naturels et technologiques
Commune située dans une zone de sismicité modérée.

## Histoire
Oberdorf est un ancien hameau de Spachbach.

## Politique et administration

### Découpage territorial

#### Commune et intercommunalités
Commune membre de la communauté de communes Sauer-Pechelbronn.

### Élections municipales et communautaires

#### Liste des maires
| Période                                  | Période  | Identité           | Étiquette | Qualité                       |
| ---------------------------------------- | -------- | ------------------ | --------- | ----------------------------- |
| Les données manquantes sont à compléter. |          |                    |           |                               |
| avant 1981                               | ?        | Georges Richert    |           |                               |
| mars 2001                                | 2014     | Gilbert Liehn      |           |                               |
| mai 2020                                 | En cours | Dominique Fercbach |           | Cadre de la fonction publique |

### Budget et fiscalité 2023

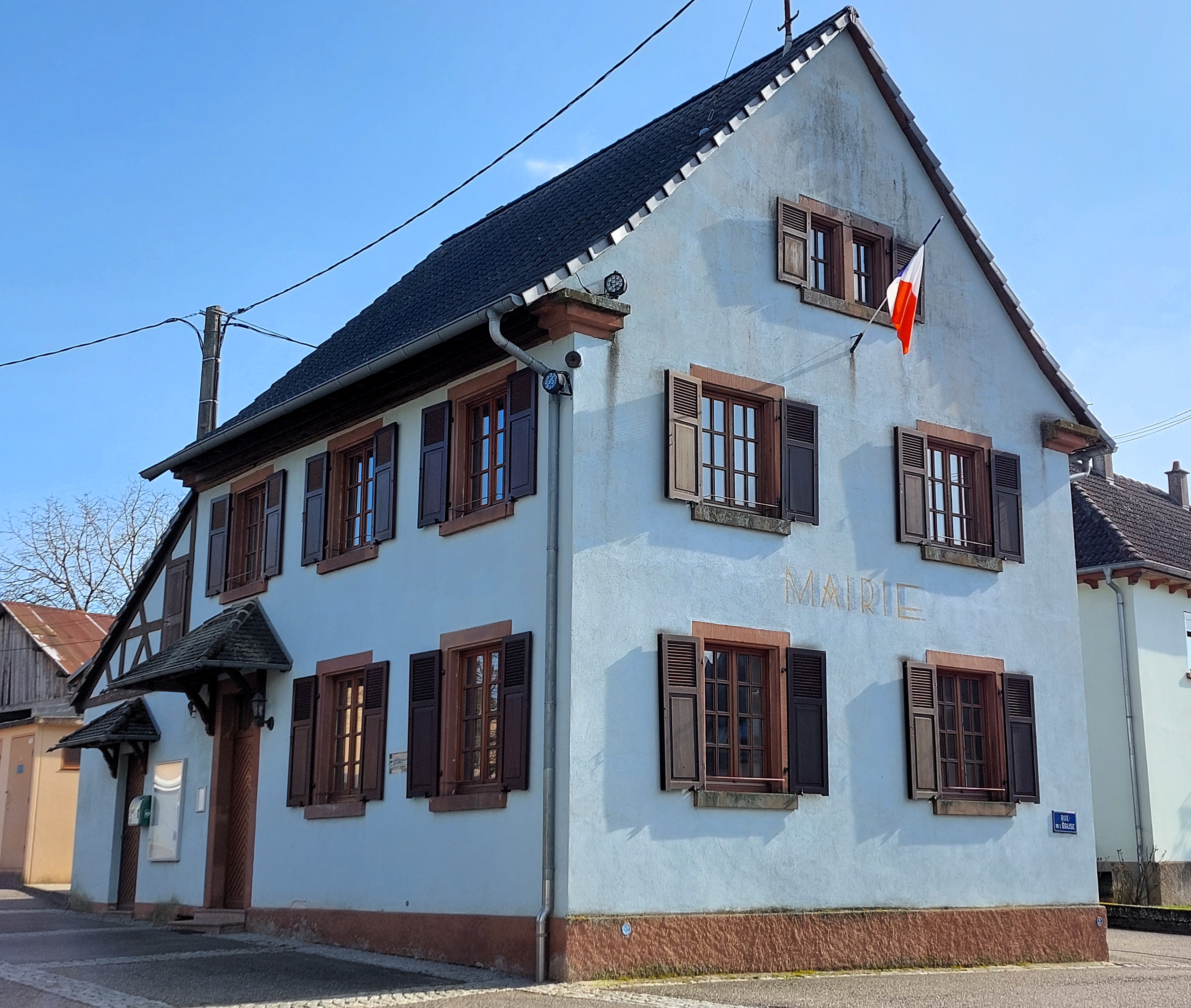
La mairie.

En 2023, le budget de la commune était constitué ainsi :
- total des produits de fonctionnement : 271 000 €, soit 668 € par habitant ;
- total des charges de fonctionnement : 236 000 €, soit 582 € par habitant ;
- total des ressources d'investissement : 99 000 €, soit 244 € par habitant ;
- total des emplois d'investissement : 51 000 €, soit 125 € par habitant ;
- endettement : 155 000 €, soit 382 € par habitant.

Avec les taux de fiscalité suivants :
- taxe d'habitation : 12,78 % ;
- taxe foncière sur les propriétés bâties : 29,49 % ;
- taxe foncière sur les propriétés non bâties : 57,00 % ;
- taxe additionnelle à la taxe foncière sur les propriétés non bâties : 0 % ;
- cotisation foncière des entreprises : 0 %.

Chiffres clés Revenus et pauvreté des ménages en 2021 : médiane en 2021 du revenu disponible, par unité de consommation : 25 620 €.

## Équipements et services publics

### Enseignement
Établissements d'enseignements :
- École maternelle et primaire[26].
- Collèges à Wœrth, Walbourg, Reichshoffen, Mertzwiller, Soultz-sous-Forêts,
- Lycées à Walbourg, Haguenau.

### Santé
Professionnels et établissements de santé :
- Médecins à Woerth, Morsbronn-les-Bains, Durrenbach, Goersdorf, Walbourg, Eschbach, Reichshoffen,
- Pharmacies à Woerth, Morsbronn-les-Bains, Reichshoffen, Merkwiller-Pechelbronn,
- Hôpitaux à Goersdorf, Lobsann, Niederbronn-les-Bains, Haguenau.

## Population et société

### Démographie

#### Évolution démographique
L'évolution du nombre d'habitants est connue à travers les recensements de la population effectués dans la commune depuis 1793. Pour les communes de moins de 10 000 habitants, une enquête de recensement portant sur toute la population est réalisée tous les cinq ans, les populations de référence des années intermédiaires étant quant à elles estimées par interpolation ou extrapolation. Pour la commune, le premier recensement exhaustif entrant dans le cadre du nouveau dispositif a été réalisé en 2005.

En 2022, la commune comptait 423 habitants, en évolution de +16,53 % par rapport à 2016 (Bas-Rhin : +3,17 %, France hors Mayotte : +2,11 %).
| 1793 | 1800 | 1806 | 1821 | 1831 | 1836 | 1841 | 1846 | 1851 |
| ---- | ---- | ---- | ---- | ---- | ---- | ---- | ---- | ---- |
| 241  | 257  | 278  | 301  | 325  | 309  | 286  | 313  | 295  |

| 1856 | 1861 | 1866 | 1871 | 1875 | 1880 | 1885 | 1890 | 1895 |
| ---- | ---- | ---- | ---- | ---- | ---- | ---- | ---- | ---- |
| 263  | 259  | 248  | 254  | 244  | 245  | 235  | 236  | 251  |

| 1900 | 1905 | 1910 | 1921 | 1926 | 1931 | 1936 | 1946 | 1954 |
| ---- | ---- | ---- | ---- | ---- | ---- | ---- | ---- | ---- |
| 235  | 235  | 196  | 230  | 216  | 214  | 206  | 198  | 207  |

| 1962 | 1968 | 1975 | 1982 | 1990 | 1999 | 2005 | 2006 | 2010 |
| ---- | ---- | ---- | ---- | ---- | ---- | ---- | ---- | ---- |
| 225  | 230  | 240  | 285  | 349  | 333  | 350  | 345  | 355  |

| 2015 | 2020 | 2022 | - | - | - | - | - | - |
| ---- | ---- | ---- | - | - | - | - | - | - |
| 366  | 404  | 423  | - | - | - | - | - | - |

### Cultes
- Culte catholique, communauté de paroisses Les prairies de la Zorn[32], diocèse de Strasbourg.

## Économie

### Entreprises et commerces

#### Agriculture
- Culture de céréales, de légumineuses et de graines oléagineuses.
- Élevage d'ovins et de caprins.
- Élevage de chevaux et d'autres équidés.
- Culture et élevage associés.

#### Tourisme
- Hébergements et restauration à Gunstett, Morsbronn-les-Bains.

#### Commerces
- Commerces et services de proximité à Gundershoffen, Woerth, Reichshoffen, Gunstett.

## Culture locale et patrimoine

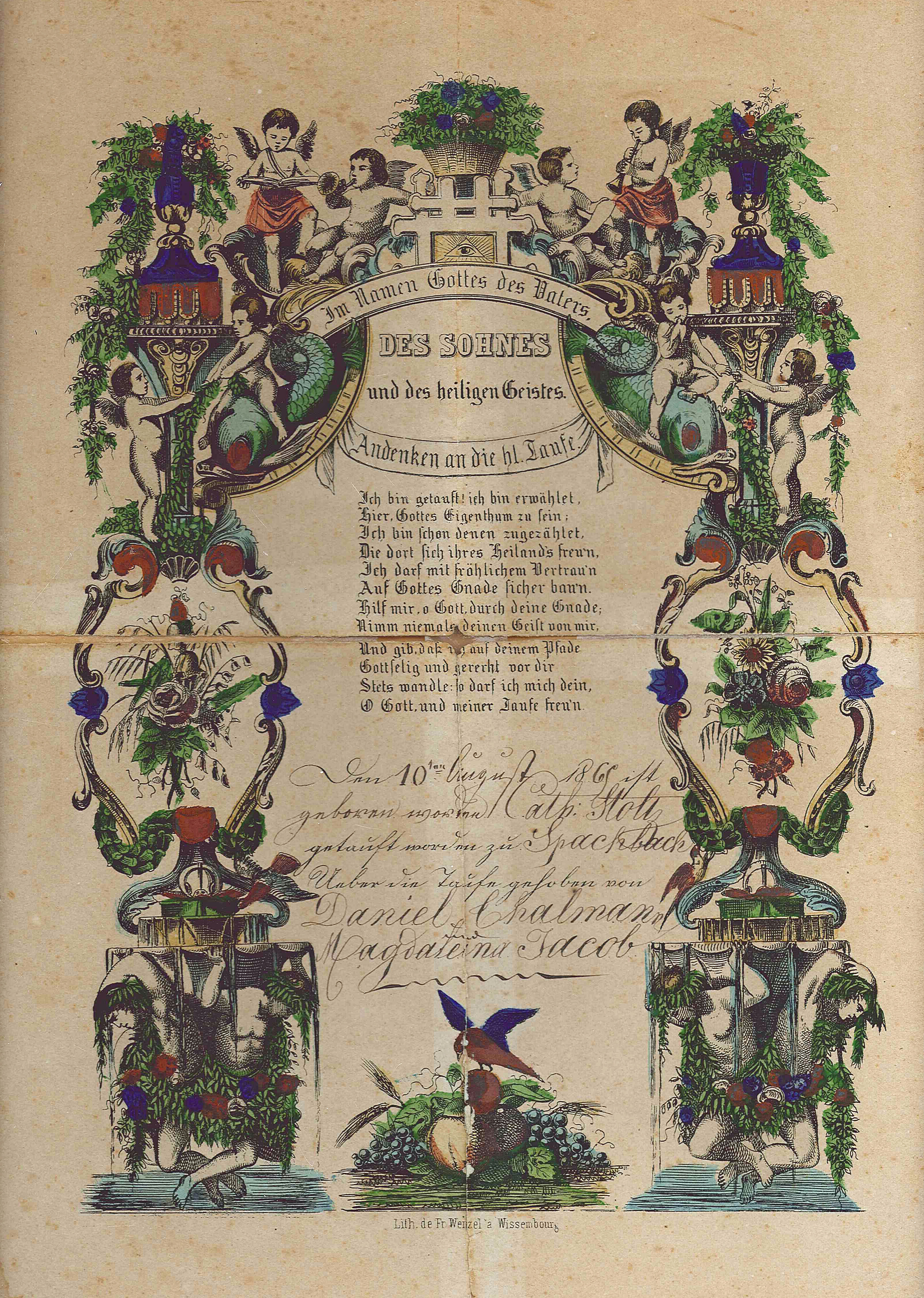
Souhait de baptême protestant alsacien (Goettelbrief) imprimé.
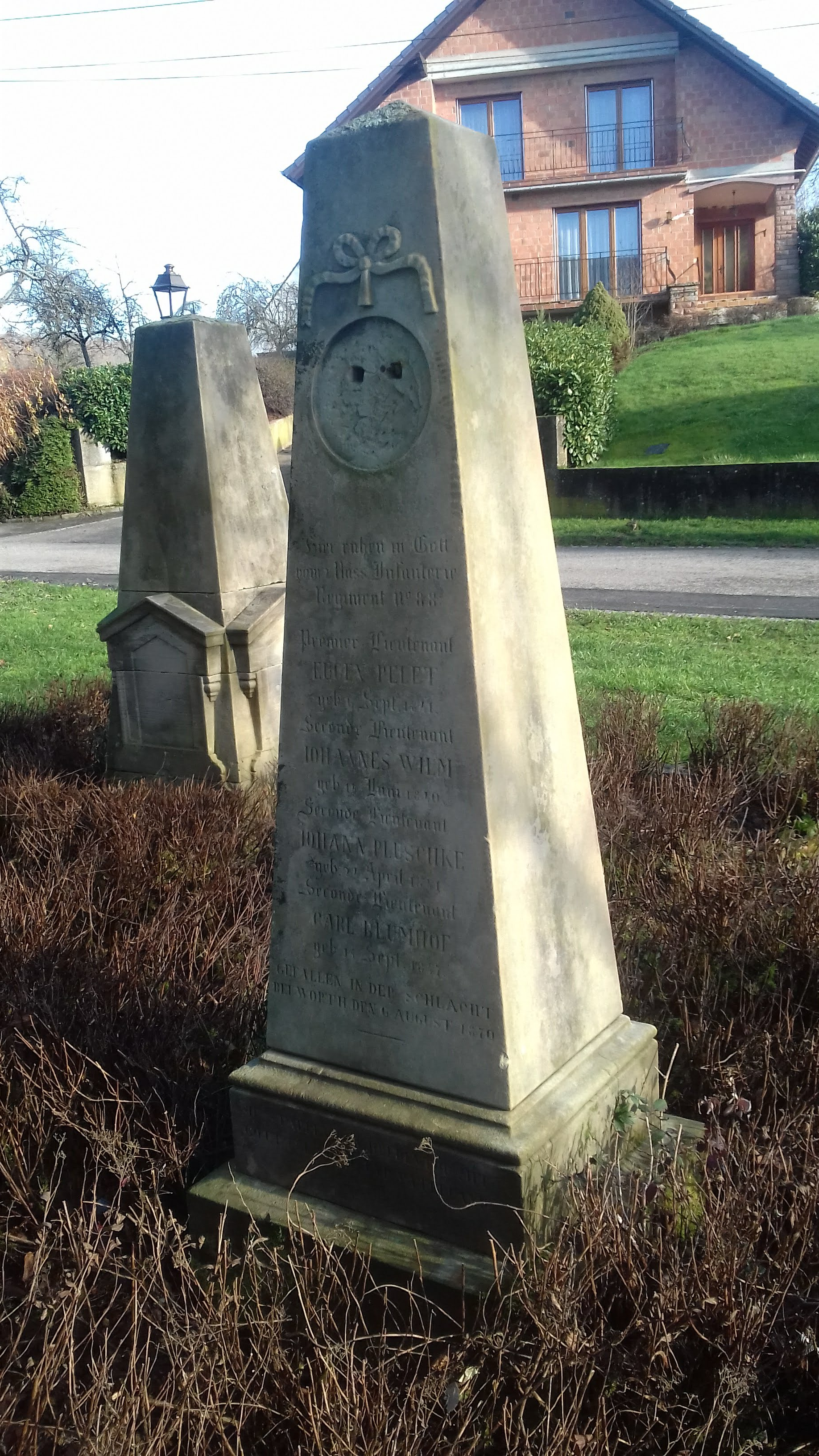
Mémorial 1870.
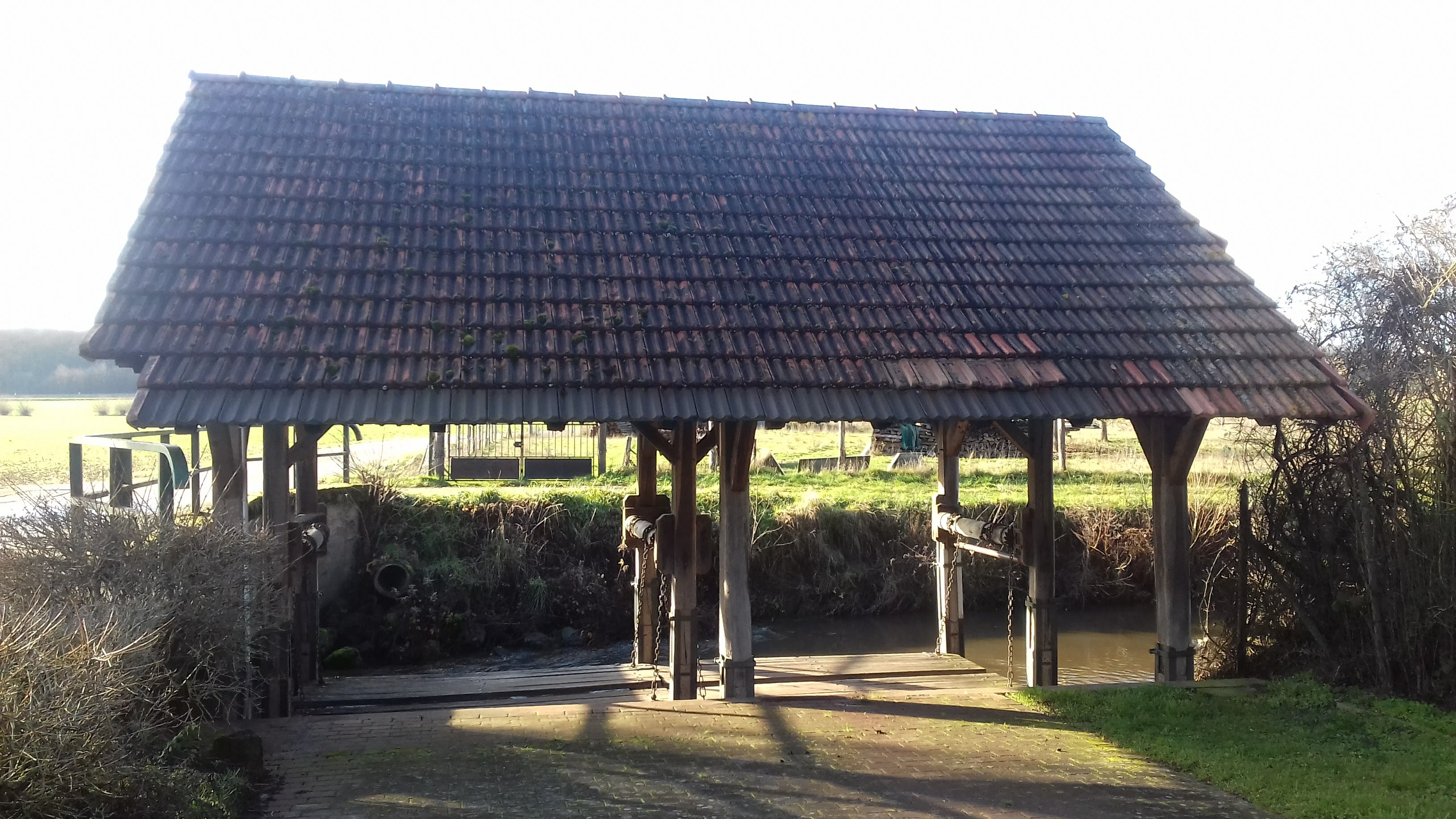
Lavoir.
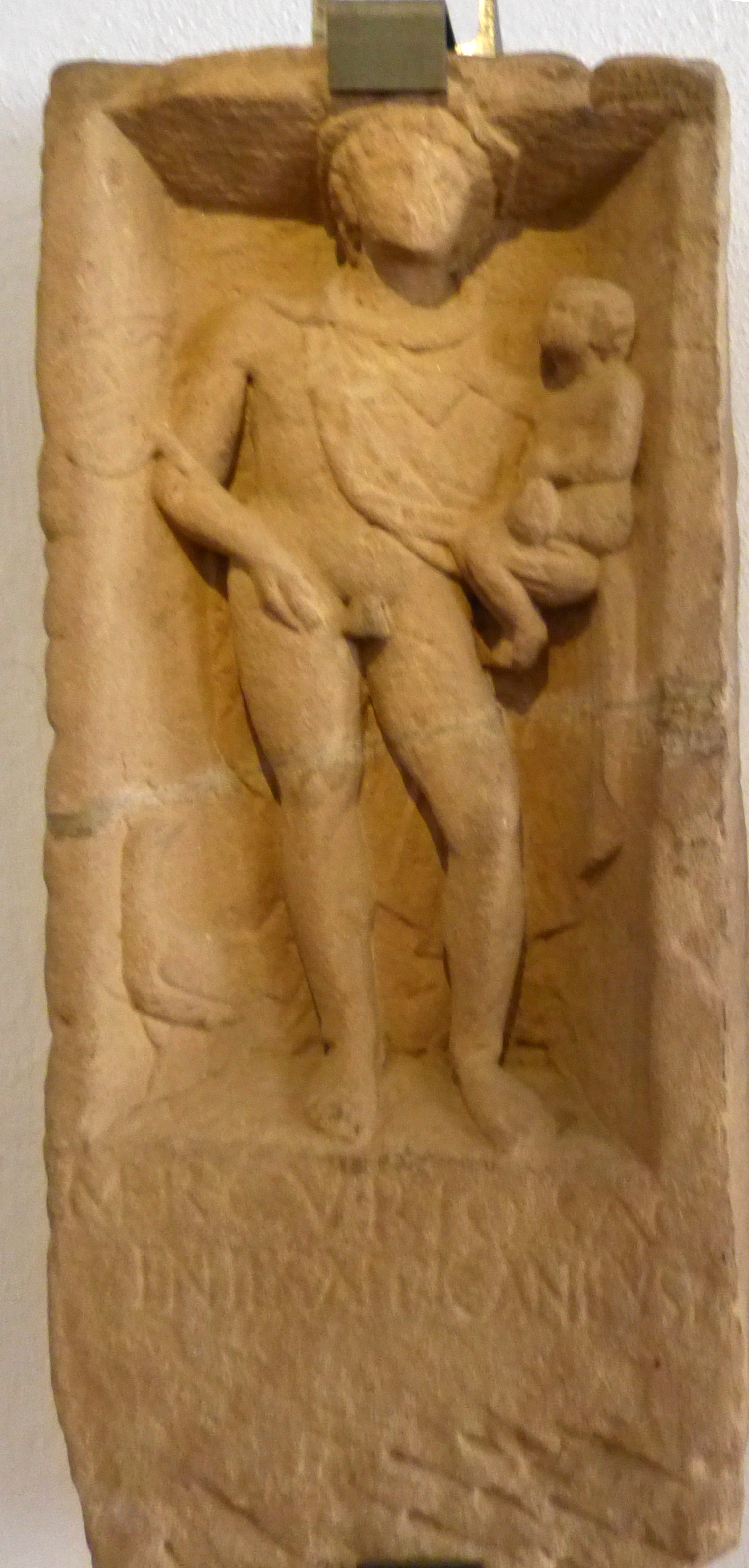
Fragments de reliefs gallo-romains.

### Lieux et monuments
- Temple luthérien[33],

Le mobilier du temple luthérien :
* Ensemble de 3 aiguières de communion.
* Bassin de baptême.
* Boîte à hosties protestante.
* Calice et patène protestants.
* Orgue Wetzel frères (facteur d'orgues),,.
- Monuments commémoratifs[42] : conflits commémorés : 1870-1871.
- Monument sépulcral du pasteur Johann Friderich Marzolf[43].
- Patrimoine architectural rural :

Auge-abreuvoir.
Puits et auge.
Lavoir,.
Fermes.

### Héraldique
| Blason de Oberdorf-Spachbach | Blason  | Parti : au premier d'azur à l'étoile de six rais d'argent, au second d'or au lion de sable. |
| Blason de Oberdorf-Spachbach | Détails |                                                                                             |